# Храм Пресвятой Троицы (Тобольск)
Храм Пресвятой Троицы (также известен как Польский костёл) — католический храм в городе Тобольске. Административно относится к Преображенской епархии (с центром в Новосибирске), возглавляемой епископом Иосифом Вертом. Расположен по адресу: ул. Розы Люксембург, 11 (ранее Богоявленская улица). Памятник архитектуры. В храме проводятся концерты органной музыки.

## История
Как и в других сибирских городах, историческим ядром католической общины Тобольска стали ссыльные поляки и литовцы, отправленные в Сибирь после подавления восстания 1830 года. В 1843 году губернские власти дали согласие на строительство дома молитвы, который и был построен в 1848 году на ул. Новой. В 1868 году был учреждён самостоятельный приход, дом молитвы был преобразован в приходской храм, в котором начал постоянное служение приписанный к приходу священник. В течение двадцати лет, вплоть до мая 1884 года, настоятелем Тобольского прихода был о. Венедикт Концевич, викарием — о. Доминик Машевский (прожил в Тобольске 16 лет).
В 1891 году настоятелем храма стал отец Винцент Пжесмыцки, который начал добиваться разрешения на строительство каменного храма взамен ветхого деревянного. 23 марта 1893 г. появился новый викарий — о. Владислав Каминский. Разрешение губернатора было получено в 1897 году. 15 августа 1901 года состоялась закладка краеугольного камня на земле принадлежавшей господину Вышинскому, у подножия горы Алафеевской. Деньги на строительство собирались со всей Российской империи, особо крупное пожертвование (3000 руб) сделала Анжелика Поклевская-Козелл, вдова купца Альфонса Поклевского. Первое богослужение в построенном храме состоялось 8 сентября 1907 года, первую мессу служил Винцент Пшесмыцки. Освящение храма провёл епископ Ян Цепляк. При приходе было организовано благотворительное общество помощи бедным и училище.
После революции храм некоторое время функционировал, однако 14 мая 1923 года был закрыт, Последним священником был Франтишек Игнатьевич Будрис. Здание было существенно перестроено, снесены башни. В 1930-е годы полуразрушенный храм использовался как склад. В 1940-е годы в бывшей церкви помещалась столовая, начиная с 1950-х годов контора кинопроката и хранилище кинолент.
Восстановление нормальной деятельности Католической церкви в России началось в начале 90-х годов XX века. Храм был передан вновь образованному католическому приходу в 1993 году, а двумя годами позже в отреставрированном храме состоялась первая после 1923 года месса. Настоятелем был Станислав Коллер. Ремонт завершён в 2000 году.
13 августа 2000 года Апостольским администратором Новосибирской Апостольской Администратуры азиатской части России епископом Иосифом Вертом тобольский храм был освящен вторично. На рубеже 2000—2001 г. приход опекал о. Лешек Хрычук из Тюмени. В 2001 году настоятелем прихода был назначен о. Ярослав Митжак. 19 марта 2004 года на средства священника Рудольфа Хопфнера и госпожи Ангелы Шаллер из германского Оберхахинга, внутри храма был установлен орган, 13 июня того же года состоялся первый концерт органной музыки.
В 2007 году прихожане торжественно отмечали столетие храма. До 2010 года настоятелем храма являлся о. Войцех Матушевский, польский священник, ранее служивший в Польше и на Украине. С 2015 года настоятель храма — польский священник Дариуш Станьчик.

## Архитектура
Храм построен в неоготическом стиле. Над фасадом возвышаются звонница (по центру) и две боковые башни. Внутреннее пространство однонефное, с большой апсидой за алтарным пространством, без поперечного трансепта. Церковь удачно гармонирует с окружающим пейзажем, она расположена прямо под высоким холмом, на котором расположен Тобольский кремль.

Виды храма
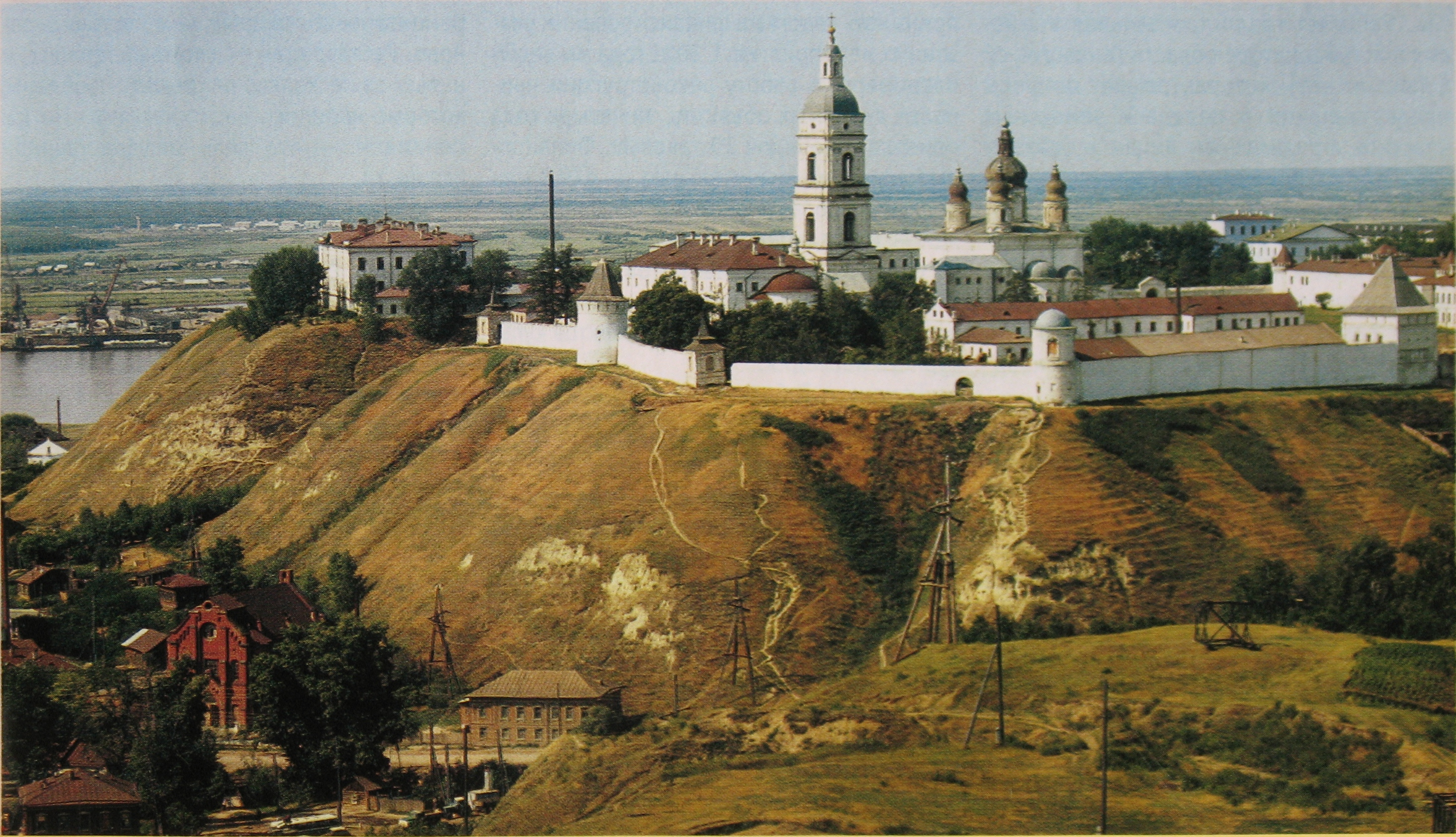
Храм (слева внизу) без колокольни в 1990 году
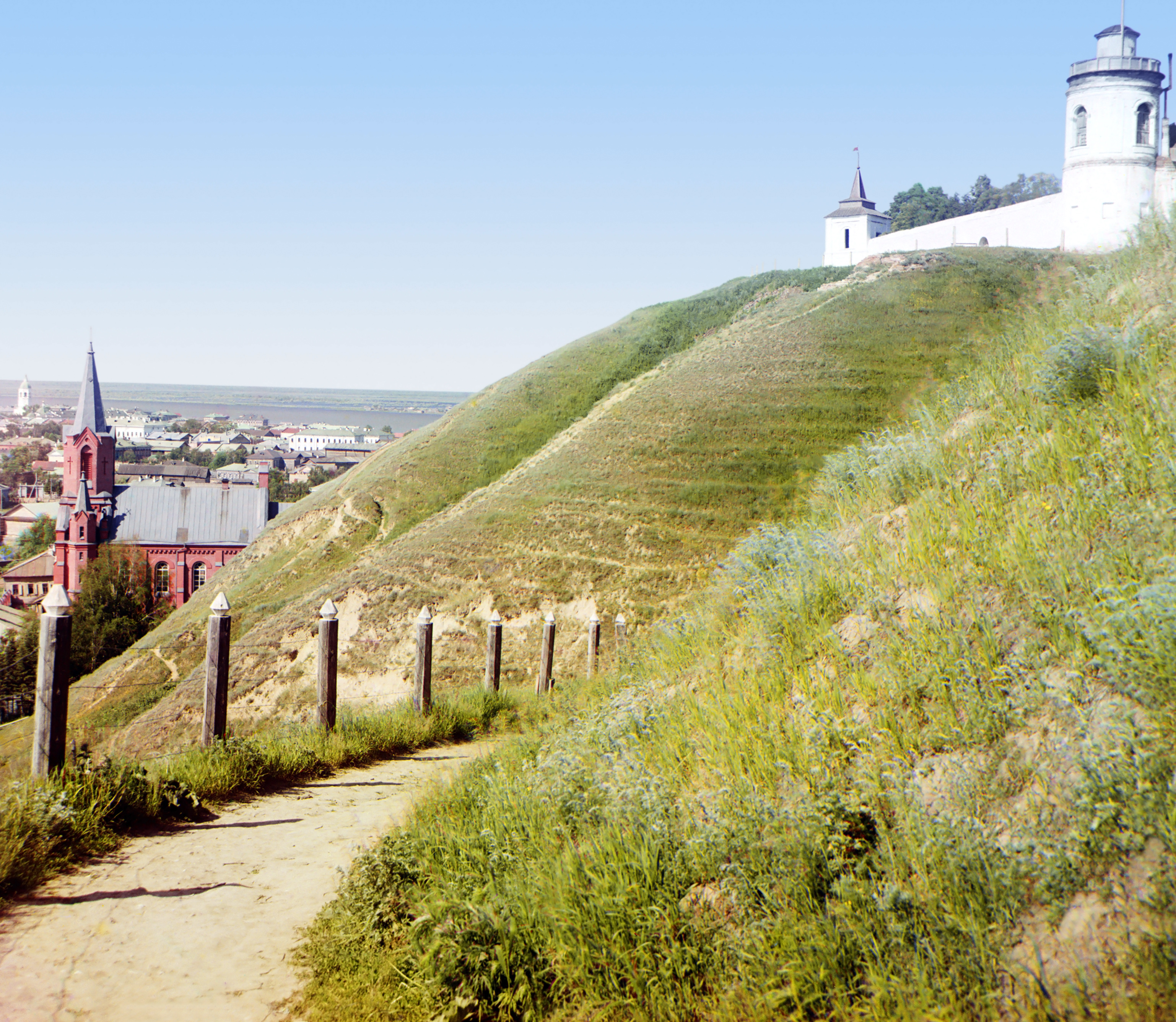
Вид на Храм Пресвятой Троицы. Видна часть кремлёвской стены. 1912 год
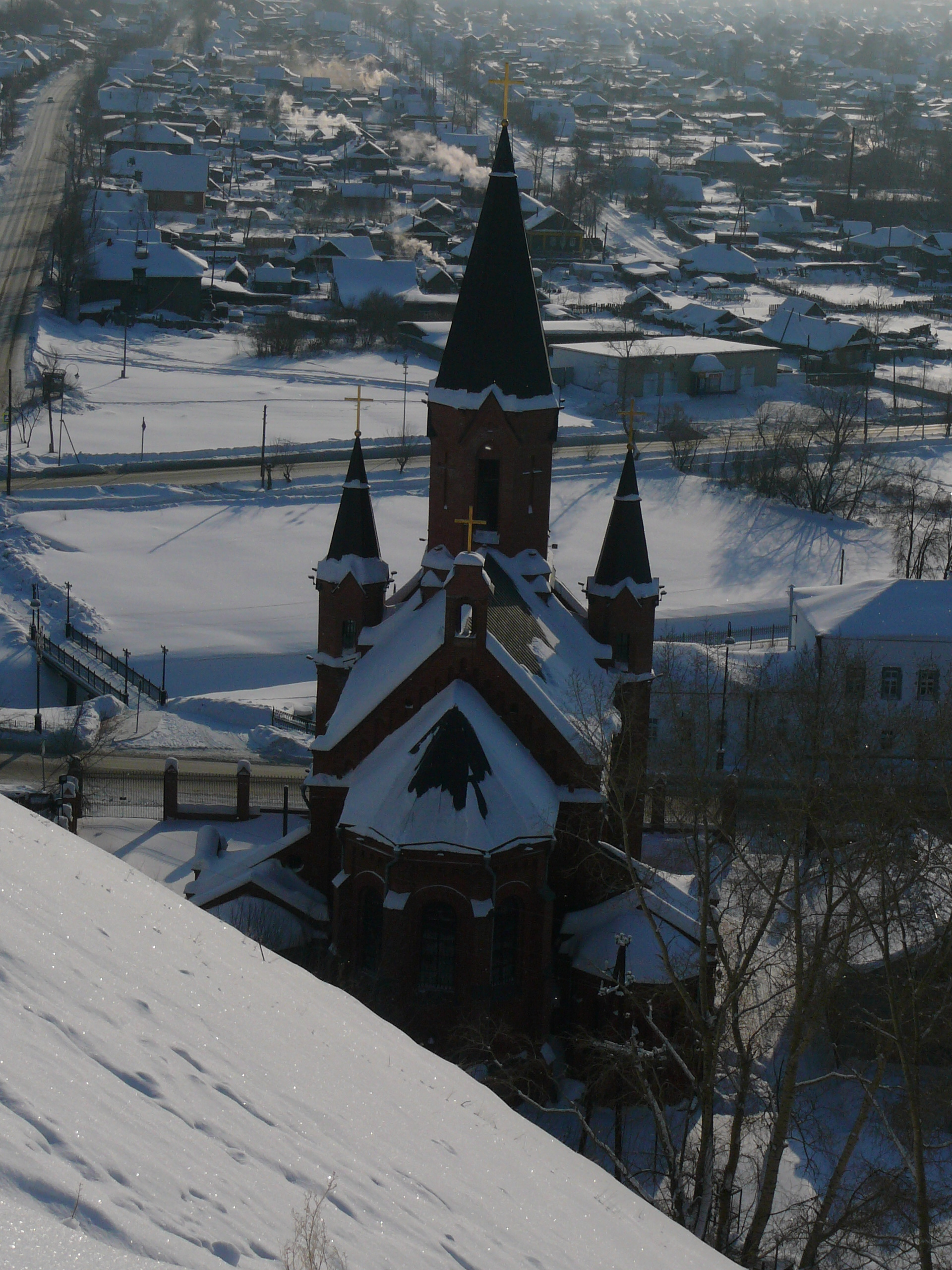
Католический костёл Пресвятой Троицы, вид с Троицкого мыса.
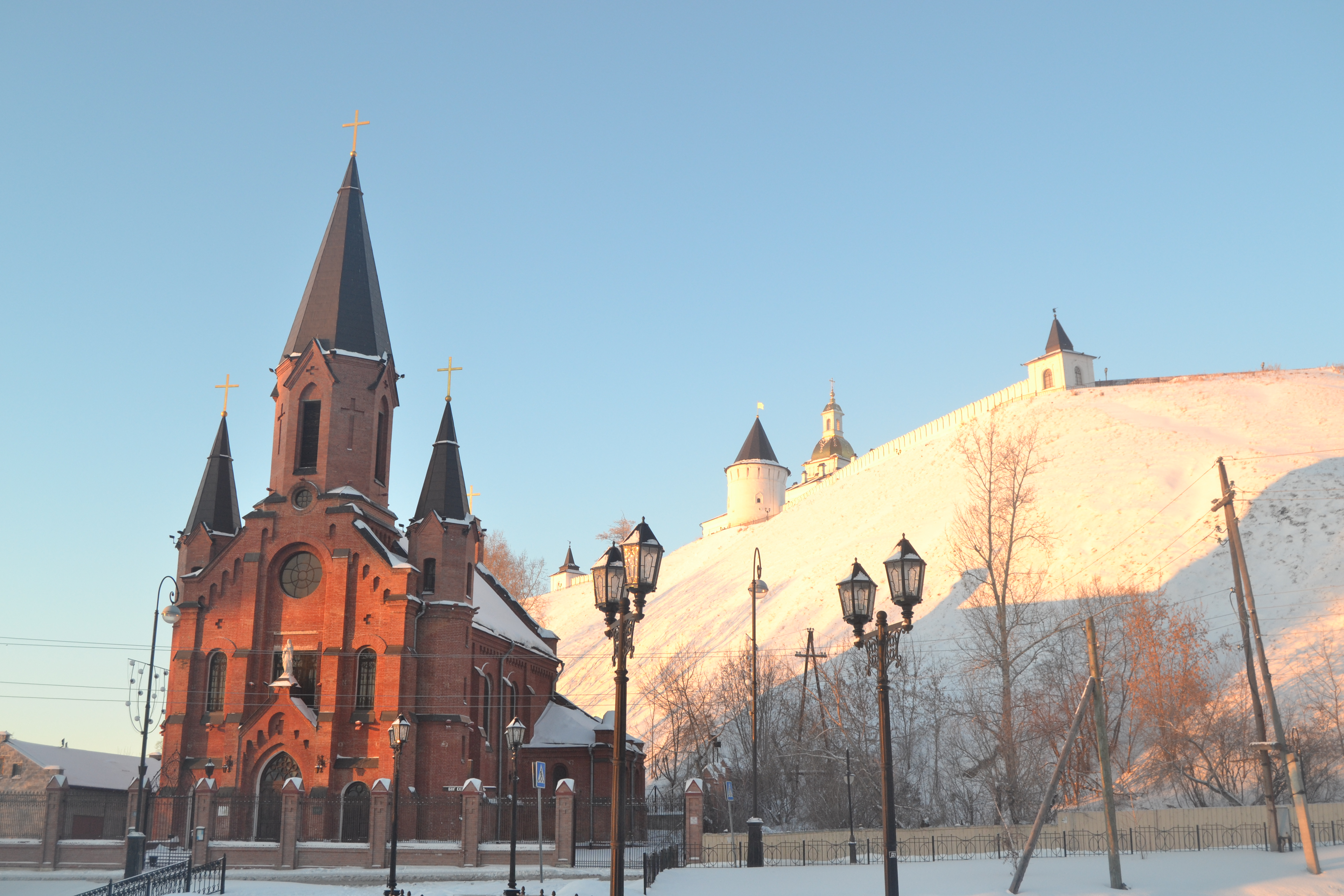
Вид с противоположной стороны дороги, через мост.
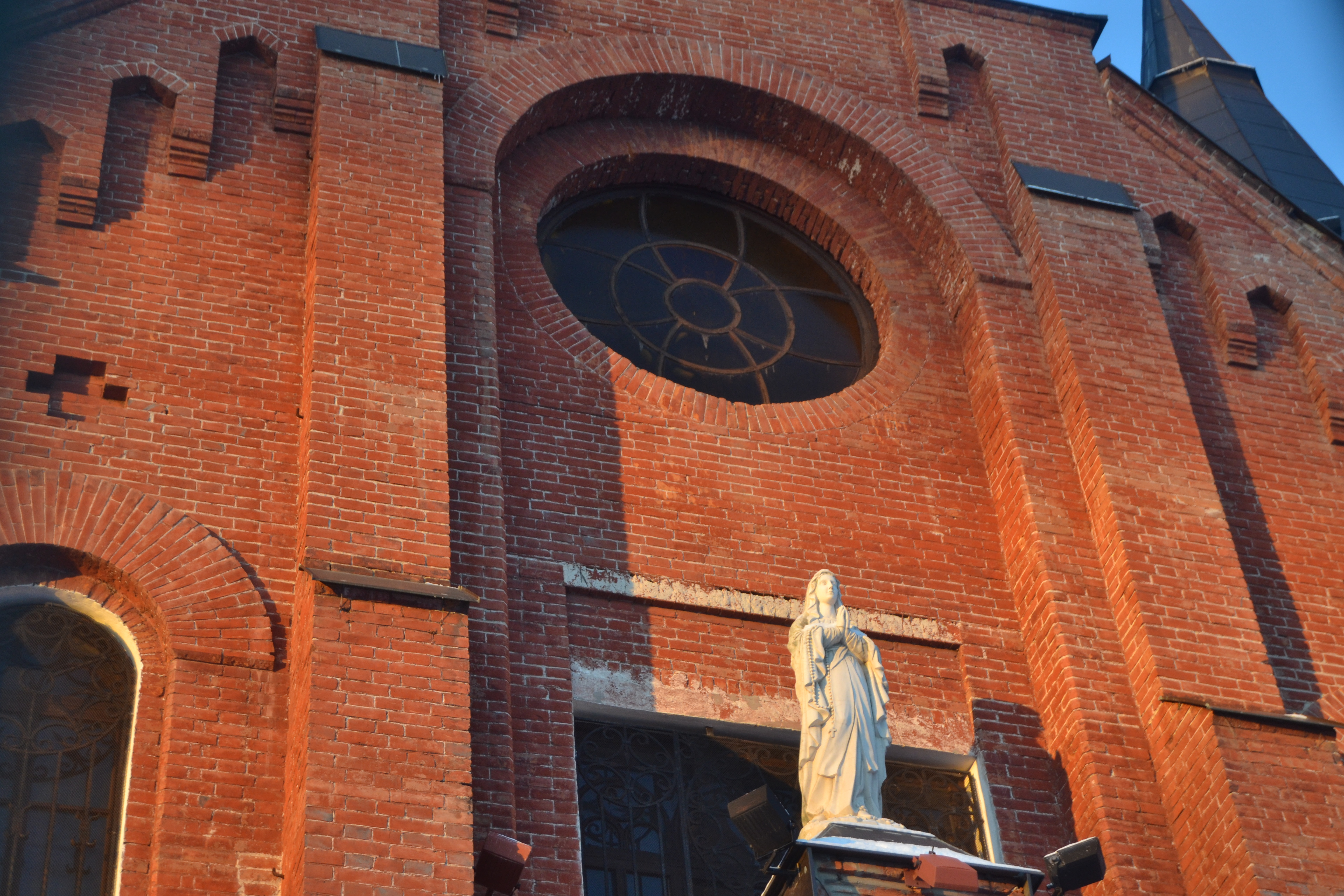
Вид фасада церкви.

## Памятники
Во дворе храма установлены памятники:
- Св. Рафаил Калиновский, в 1864 году он был в Тобольске
- Иоанн Павел II. Открыт 3 июля 2017 года.